# Arges (mitologia)
Arges (gr. Ἄργης Árgēs ‘piorun’) – w mitologii greckiej, jeden z cyklopów w kuźni Hefajstosa, syn Uranosa i Gai.